# Willy Tänzer
Willi Tänzer (* 12. Dezember 1889 in Berlin; † 7. Februar 1946 ebenda) war ein deutscher Fußballspieler. Am 7. Juni 1908 bestritt der Verteidiger sein einziges Länderspiel in der deutschen Fußballnationalmannschaft.

## Karriere

### Vereine
Tänzer gehörte laut Tauber von 1903 bis 1917 dem Berliner SC an, für den er zuerst innerhalb des Verband Berliner Athletik-Vereine Punktspiele bestritt. Als Abwehrspieler gewann er von 1909 bis 1911 die Berliner Meisterschaft im Verband Berliner Athletik-Vereine (VBAV). 1911 scheiterte man im Entscheidungsspiel um die Teilnahme an der deutschen Meisterschaft im Entscheidungsspiel gegen den Meister des Märkischen Fußball-Bundes FC Tasmania 1900 Rixdorf. Ab 1917 schlossen sich noch sechs Runden beim ältesten deutschen Fußballverein BFC Germania 1888 an, ehe er ab 1923 seine fußballerische Laufbahn bei Breslau 02 beendete.
In der Saison 1911/12, es war die erste unter dem Verband Brandenburgischer Ballspielvereine (VBB) ausgetragene Berliner Fußballmeisterschaft, stieg Tänzer mit dem BSC als Tabellenletzter in die Zweitklassigkeit ab. Die vorher in verschiedenen Verbänden spielenden Berliner Fußballvereine wurden unter dem VBB vereinigt, so dass ab dieser Saison nur noch eine Berliner Fußballmeisterschaft ausgetragen wurde.

### Nationalmannschaft
Mit 18 Jahren und 178 Tagen debütierte er am 7. Juni 1908 in der A-Nationalmannschaft, die in Wien mit 2:3 der Nationalmannschaft Österreichs unterlag. Es war das 3. Länderspiel in der DFB-Historie. Mit seinem einzigen Länderspiel war er seinerzeit der zweitjüngste jemals eingesetzte Spieler in der Geschichte des DFB (gegenwärtig Platz 8) hinter Willy Baumgärtner (gegenwärtig Platz 1) bis ihn Marius Hiller am 3. April 1910 ablöste. Neben dem Mann vom Sport-Club nahmen noch mit Paul Eichelmann, Ernst Poetsch und Hans Schmidt drei weitere Berliner an dem Länderspiel in Wien teil.
Der im zivilen Leben als Kaufmann tätige Tänzer wurde auch im Wettbewerb des Kronprinzenpokal am 14. November 1909 in Breslau in der Berliner Auswahl beim Spiel gegen Südostdeutschland eingesetzt. Beim 9:1-Erfolg der Berliner spielte er wie gewohnt auf der linken Verteidigerposition. Im Finale am 10. April 1910 in Berlin gegen Süddeutschland (5:6 n. V.) vertraten Alfred Gelbhaar und Oskar Hensel die Berliner Auswahl in der Verteidigung.

## Erfolge
- Berliner Meister 1909, 1910, 1911 (im VBAV)